# Jakob Miltz
Jakob „Köbes“ Miltz (* 23. September 1928 in Koblenz-Neuendorf; † 18. Februar 1984) war ein deutscher Fußballspieler, der in den Jahren 1954 und 1956 zu zwei Einsätzen in die deutsche Fußballnationalmannschaft berufen wurde.

## Laufbahn

### Vereine, 1938 bis 1961
Miltz lernte in der Jugend von TuS Neuendorf (heute: TuS Koblenz) bei den Blau-Schwarzen das Fußballspiel. Sein Vater war Metzgermeister und Vereinsvorsitzender bei der TuS gewesen. Im Südwesten spielte sich Neuendorf nach dem Ende des Zweiten Weltkriegs über die Landesliga Südwest in die Oberliga Südwest – Gruppe Nord zur Runde 1946/47. Sie umfasste die französische Besatzungszone und geht auch als Zonenliga in die Geschichte ein. Die Saar, die Pfalz und das Moselland gelten wieder als Einheit – zumindest hinsichtlich des Fußballsports. Neuendorf belegt den siebten Rang, der 1. FC Kaiserslautern erringt die Meisterschaft und wiederholt den Titelgewinn im Südwesten bis in das Jahr 1951 in Serie. In der Runde 1947/48 gewinnt TuS Neuendorf die Qualifikationsspiele um den 2. südwestdeutschen Vertreter gegen den FV Offenburg und den FC Rastatt 04 und nimmt dadurch an der Endrunde um die deutsche Fußballmeisterschaft 1948 teil. In der Vorrunde gelingt am 18. Juli 1948 gegen den deutlich favorisierten Hamburger SV in Dortmund ein überraschender 2:1-Erfolg. Der noch 19-jährige Miltz erzielt dabei beide Treffer. Als Rechtsaußen fungiert Rudi Gutendorf, „Köbes“ spielt auf Halbrechts. In der Vorschlussrunde am 25. Juli in Wuppertal war das Team von Kapitän Jupp Gauchel gegen den Südwestmeister Kaiserslautern bei der klaren 1:5-Niederlage aber chancenlos. In der Runde 1949/50 wiederholte die TuS wiederum über Qualifikationsspiele über den Freiburger FC und Wormatia Worms den erneuten Einzug in die Endrundenspiele um die deutsche Fußballmeisterschaft. In der Vorrundenbegegnung am 21. Mai 1950 in Hannover verloren die Spieler um Torhüter Helmut Jahn, Josef „Jupp“ Gauchel und Jakob Miltz klar mit 0:4 Toren gegen den FC St. Pauli Hamburg. Als in den Jahren 1952, 1953 und 1956 die Neuendörfer jeweils die Vizemeisterschaft nach Koblenz holen konnten, durfte aus dem Südwesten in diesen Jahren nur der Meister an der Endrunde teilnehmen. Im Sommer 1957 wechselte Miltz zur beruflichen Fortbildung nach Hannover und schloss sich Hannover 96 an. Er absolvierte in Niedersachsen aber nur 12 Spiele und schoss dabei sechs Tore. Nach Rundenende 1957/58 kehrte er wieder in den heimischen Südwesten zurück und versuchte es beim 1. FC Kaiserslautern. Da kam er nicht zurecht, lediglich sieben Spiele bestritt er 1958/59 für Kaiserslautern. Er kehrte zum Oberliga-Absteiger TuS Neuendorf zurück, stieg direkt in der Runde 1959/60 in die Oberliga Südwest wieder auf und beendete nach der Saison 1960/61 auf dem 11. Rang mit 19 Spielen und fünf Toren seine Laufbahn. Sein letztes Spiel in der Oberliga bestritt er am 19. Februar 1961 bei der 2:3-Heimniederlage gegen den 1. FC Kaiserslautern. In der 75. Spielminute gelang ihm dabei der 2:2 Zwischenstand. Für die TuS Neuendorf bestritt Jakob Miltz von 1946 bis 1961 288 Oberliga-Spiele und erzielte dabei 81 Tore.

### Auswahlspiele/Fußballnationalmannschaft, 1950 bis 1956
Am 11. November 1950 debütierte der 22-jährige Miltz in der Südwestauswahl beim Repräsentativspiel gegen Süddeutschland in Ludwigshafen. Beim 2:2-Unentschieden agierte er auf der rechten Läuferposition. In den Jahren 1951, 1953 und 1954 folgten drei weitere Südwestauswahlspiele. Bundestrainer Josef Herberger lädt den dynamischen und kraftvollen Außenläufer und Halbstürmer nach der Fußball-Weltmeisterschaft 1954 in der Schweiz zum Nationalmannschaftslehrgang vom 22. bis 29. November 1954 in die hessische Sportschule Grünberg ein. Nach dem Lehrgang wird er für das 15-köpfige Aufgebot für das Länderspiel am 1. Dezember 1954 in London gegen England nominiert. Zum Einsatz kommt er aber noch nicht. Zwei Wochen später, am 19. Dezember in Lissabon, beim Spiel gegen Portugal, debütiert der Mann aus Neuendorf auf Halbrechts in der Nationalmannschaft. Im Jahre 1955 folgt ein weiteres Spiel für die Südwestmannschaft. Beim Testspiel am 7. März 1956 in Hamburg einer DFB-Auswahl gegen das Saarland wird er wieder vom Bundestrainer für die Nationalmannschaft geprüft. Die Folge war der Einsatz am 31. Mai 1956 in der B-Nationalmannschaft beim 5:2-Sieg in Barcelona gegen Spanien. Auf Halbrechts eingesetzt erzielte er einen Treffer. Es folgten zwei weitere Berufungen am 15. September und 21. November in der B-Elf gegen die Sowjetunion in Moskau und die Schweiz in Zürich. Vier Tage nach Zürich bestritt er am 25. November 1956 in Dublin gegen Irland bei der 0:3-Niederlage sein zweites und letztes Länderspiel. Am 30. Dezember 1956 wurde er auch letztmals in der Südwestauswahl beim mit 3:1 Toren gewonnenen Spiel gegen Westdeutschland eingesetzt.